# Карловский, Евгений Константинович
Евгений Константинович Карловский (род. 7 августа 1994, Москва) — российский профессиональный теннисист, мастер спорта России (2011). Победитель трёх турниров ATP Challenger (1 — в одиночном разряде) и двадцати одного турнира ITF (10 — в одиночном разряде).

## Общая информация
Родился 7 августа 1994 года в Москве, в России.
Женат: Карловская Анастасия Дмитриевна 
дети: Никита Евгеньевич Карловский
Константин Евгеньевич Карловский

## Спортивная карьера
В 2015—2024 годах стал победителем девяти турниров ITF в одиночном разряде.
И в 2014—2024 годах стал победителем ещё одиннадцати турниров ITF в парном разряде.

### 2018
В июле 2018 года, в Уиннетке (США) завоевал первый титул турнира ATP Challenger в одиночном разряде на Nielsen Pro Tennis Championship, в финале победив теннисиста из Китайского Тайбэя Джейсона Джанга в двух сетах со счётом: 6-3, 6-2.

### 2024
В июле 2024 года стал финалистом турнира ATP Challenger в парном разряде на Кубке Президента Казахстана в Астане (Казахстан) вместе с Денисом Истоминым, в финале проиграв Егору Агафонову и Илье Симакину со счётом: 4-6, 3-6.

## Итоговое место в рейтинге ATP по годам
| Год  | Одиночный рейтинг | Парный рейтинг |
| 2023 | 569               | 445            |
| 2022 | 317               | 283            |
| 2021 | 302               | 466            |
| 2020 | 258               | 506            |
| 2019 | 259               | 371            |
| 2018 | 237               | 297            |
| 2017 | 319               | 410            |
| 2016 | 440               | 394            |
| 2015 | 539               | 744            |
| 2014 | 719               | 659            |
| 2013 | 857               | 712            |
| 2012 | 1011              | —              |
| 2011 | 1366              | —              |